# مستشفى كارين
مستشفى كارين هو مستشفى خاص متعدد التخصصات يقع في ضاحية كارين بنيروبي، عاصمة كينيا. يتسع المستشفى لـ102 سريرًا داخليًا.

## الموقع
يقع المستشفى في ضاحية كارين قبالة طريق نيروبي - لانجاتا، على بعد حوالي 17 كيلومتر (11 ميل)، جنوب غرب منطقة الأعمال المركزية بالمدينة.
الإحداثيات الجغرافية لهذا المستشفى هي: 01°20'10.0"S، 36°43'34.0"E (خط العرض: -1.336111؛ خط الطول: 36.726111).

## نظرة عامة
يقدم المستشفى العديد من الخدمات المتخصصة في مجالات الطب الباطني وطب الأطفال والجراحة، بما في ذلك(أ) برامج العافية (ب) جراحة اليوم الواحد (ج) العناية بالجروح (د) خدمات طب الأسنان (هـ) خدمات القلب (و) الجراحة العامة (س) جراحة العظام والعمود الفقري (ث) أمراض الجهاز الهضمي (ت) خدمات الأذن والأنف والحنجرة (خ) طب الأطفال، من بين أمور أخرى.
تصنف وزارة الصحة الكينية المستشفى على أنه منشأة المستوى 6 نظرًا لتعدد الخدمات وتعقيدها المقدمة ونظرًا لحقيقة أن المستشفى يعمل كمنشأة تعليمية.

## التاريخ
تم تأسيس مستشفى كارين من قبل زوجين طبيين كينيين أحدهما الدكتورة بيتي جيكونيو، طبيبة قلب الأطفال، وهي واحدة من 13 طبيبة (8 أفريقيات و5 قوقازيات)، تخرجن بدرجة البكالوريوس في الطب والجراحة (MBChB) من كلية الطب بجامعة نيروبي عام 1975، والعضو الآخر في الزوجين هو زوجها الدكتور دانيال جيكونيو، طبيب قلب للبالغين، ومقر عيادته في المستشفى. بلغت تكلفة بناء مستشفى كارين 14 مليون دولار أمريكي، بتمويل من قرض عقاري بقيمة 8 ملايين دولار أمريكي من بنك كينيا التجاري.
شغلت بيتي جيكوينيو منصب الرئيسة التنفيذية للمستشفى على مدار الأربعة عشر عامًا الأولى. وفي عام 2020، انتقلت إلى منصب رئيسة مجلس إدارة المستشفى، مما أتاح المجال لابنتها، جولييت جيكوينيو نياجا، أخصائية الصحة العامة، لتولي منصب الرئيسة التنفيذية.

## الإدارة
اعتبارًا من سبتمبر 2023، يُدار المستشفى من قِبل مجلس إدارة مُكوّن من تسعة أعضاء، والقائمة أدناه تُسمّي أعضاء المجلس:
1. بيتي موثوني جيكونيو: الرئيسة.
2. دانيال جيكونيو: مدير ورئيس قسم أمراض القلب.
3. جولييت جيكونيو نياجا: الرئيس التنفيذي.
4. أنطوني جيكونيو: المدير الطبي.
5. شيلا ماشاريا: مديرة، رئيسة لجنة الموارد البشرية بالمجلس.
6. تيموثي كابيرو: مدير، رئيس لجنة المالية والمشتريات بمجلس الإدارة.
7. مايكل كيماني: مدير، رئيس لجنة التدقيق والمخاطر بمجلس الإدارة.
8. نغوجي موانغي: المخرج.
9. روبنسون مومينيا: مدير، رئيس اللجنة الاستشارية الطبية بالمجلس.